# Soridium spruceanum
Soridium spruceanum là một loài thực vật có hoa trong họ Triuridaceae. Loài này được Miers miêu tả khoa học đầu tiên năm 1850.